# 2013 FS28
2013 FS28 est un objet transneptunien faisant partie des objets épars et une planète naine potentielle, ayant un diamètre estimé à environ 490 km.